# Eintracht Frankfurt 2020-2021
Questa voce raccoglie le informazioni riguardanti l'Eintracht Frankfurt nelle competizioni ufficiali della stagione 2020-2021.

## Stagione
Nella stagione 2020-2021 l'Eintracht Francoforte, allenato da Adolf Hütter, concluse il campionato di Bundesliga al 5º posto. In Coppa di Germania l'Eintracht Francoforte fu eliminato al secondo turno dal Bayer Leverkusen.

## Rosa
| N. |                        | Ruolo | Calciatore         |
| -- | ---------------------- | ----- | ------------------ |
| 1  | Germania (bandiera)    | P     | Kevin Trapp        |
| 2  | Francia (bandiera)     | D     | Evan N'Dicka       |
| 3  | Austria (bandiera)     | C     | Stefan Ilsanker    |
| 7  | Australia (bandiera)   | C     | Ajdin Hrustić      |
| 8  | Svizzera (bandiera)    | C     | Djibril Sow        |
| 9  | Serbia (bandiera)      | A     | Luka Jović         |
| 10 | Serbia (bandiera)      | C     | Filip Kostić       |
| 11 | Svizzera (bandiera)    | C     | Steven Zuber       |
| 13 | Austria (bandiera)     | D     | Martin Hinteregger |
| 15 | Giappone (bandiera)    | C     | Daichi Kamada      |
| 17 | Germania (bandiera)    | C     | Sebastian Rode     |
| 18 | Francia (bandiera)     | D     | Almamy Touré       |
| 20 | Giappone (bandiera)    | D     | Makoto Hasebe      |
| 21 | Germania (bandiera)    | A     | Ragnar Ache        |
| 22 | Stati Uniti (bandiera) | D     | Timothy Chandler   |

| N. |                        | Ruolo | Calciatore        |
| -- | ---------------------- | ----- | ----------------- |
| 23 | Germania (bandiera)    | P     | Markus Schubert   |
| 25 | Germania (bandiera)    | D     | Erik Durm         |
| 27 | Marocco (bandiera)     | C     | Aymen Barkok      |
| 30 | Paesi Bassi (bandiera) | D     | Jetro Willems     |
| 31 | Germania (bandiera)    | D     | Fynn Otto         |
| 32 | Germania (bandiera)    | C     | Amin Younes       |
| 33 | Portogallo (bandiera)  | A     | André Silva       |
| 34 | Angola (bandiera)      | A     | Jabez Makanda     |
| 35 | Brasile (bandiera)     | D     | Tuta              |
| 36 | Austria (bandiera)     | C     | Lukas Fahrnberger |
| 38 | Germania (bandiera)    | D     | Yannick Brugger   |
| 40 | Germania (bandiera)    | P     | Elias Bördner     |
| 41 | Germania (bandiera)    | D     | Felix Irorere     |
|    | Turchia (bandiera)     | A     | Ali Akman         |

## Organigramma societario
Area tecnica
- Preparatori atletici:
- Allenatore in seconda: Christian Peintinger, Armin Reutershahn
- Preparatore dei portieri: Jan Zimmermann
- Analisi video: Gabor Ruhr, Marco Russ, Marco Schuster
- Allenatore: Adolf Hütter

## Calciomercato

### Sessione estiva
| Acquisti | Acquisti          | Acquisti                  | Acquisti |
| R.       | Nome              | da                        | Modalità |
| -------- | ----------------- | ------------------------- | -------- |
| C        | Amin Younes       | Napoli                    |          |
| P        | Markus Schubert   | Schalke 04                |          |
| C        | Ajdin Hrustić     | Groningen                 |          |
| C        | Steven Zuber      | Hoffenheim                |          |
| D        | Simon Falette     | Fenerbahçe                |          |
| A        | Ragnar Ache       | Sparta Rotterdam          |          |
| C        | Aymen Barkok      | Fortuna Düsseldorf        |          |
| D        | Yannick Brugger   | Eintracht Francoforte U19 |          |
| C        | Lukas Fahrnberger | Eintracht Francoforte U19 |          |
| A        | Dejan Joveljić    | Anderlecht                |          |
| A        | Jabez Makanda     | Eintracht Francoforte U19 |          |
| D        | Tuta              | Kortrijk                  |          |
| D        | Jetro Willems     | Newcastle Utd             |          |

| Cessioni | Cessioni          | Cessioni          | Cessioni |
| R.       | Nome              | a                 | Modalità |
| -------- | ----------------- | ----------------- | -------- |
| D        | Simon Falette     | Hannover 96       |          |
| P        | Felix Wiedwald    | Emmen             |          |
| P        | Frederik Rønnow   | Schalke 04        |          |
| A        | Gonçalo Paciência | Schalke 04        |          |
| C        | Şahverdi Çetin    | Ankaragücü        |          |
| C        | Nils Stendera     | Lokomotive Lipsia |          |
| A        | Dejan Joveljić    | Wolfsberger       |          |
| C        | Rodrigo Zalazar   | St. Pauli         |          |
| C        | Mijat Gaćinović   | Hoffenheim        |          |

### Sessione invernale
| Acquisti | Acquisti   | Acquisti    | Acquisti |
| R.       | Nome       | da          | Modalità |
| -------- | ---------- | ----------- | -------- |
| A        | Ali Akman  | Bursaspor   |          |
| A        | Luka Jović | Real Madrid |          |

| Cessioni | Cessioni       | Cessioni       | Cessioni |
| R.       | Nome           | a              | Modalità |
| -------- | -------------- | -------------- | -------- |
| D        | Danny da Costa | Magonza        |          |
| C        | Dominik Kohr   | Magonza        |          |
| C        | Marijan Ćavar  | Greuther Fürth |          |
| A        | Bas Dost       | Club Bruges    |          |

## Risultati

### Bundesliga

#### Girone di andata
| Arbitro: | Brand |

|           |           |            |
| Silva 62’ | Marcatori | 51’ Soukou |

| Arbitro: | Dankert |

|                        |           |                                    |
| Hinteregger 77’ (aut.) | Marcatori | 30’ (rig.) Silva 37’ Dost 71’ Rode |

| Arbitro: | Gräfe |

|                     |           |              |
| Kamada 54’ Dost 71’ | Marcatori | 18’ Kramarić |

| Arbitro: | Jablonski |

|          |           |                  |
| Duda 52’ | Marcatori | 45’ (rig.) Silva |

| Arbitro: | Schmidt |

|                                                |           |  |
| Lewandowski 10’, 26’, 60’ Sané 72’ Musiala 90’ | Marcatori |  |

| Arbitro: | Brych |

|           |           |             |
| Silva 65’ | Marcatori | 51’ Sargent |

| Arbitro: | Stegemann |

|                                |           |                       |
| González 17’ (rig.) Castro 37’ | Marcatori | 61’ Silva 75’ Abraham |

| Arbitro: | Storks |

|            |           |             |
| Barkok 43’ | Marcatori | 57’ Poulsen |

| Arbitro: | Reichel |

|                                 |           |                         |
| Andrich 2’ Kruse 6’ (rig.), 82’ | Marcatori | 27’, 37’ Silva 79’ Dost |

| Arbitro: | Winkmann |

|           |           |           |
| Kamada 9’ | Marcatori | 56’ Reyna |

| Arbitro: | Schmidt |

|                          |           |                 |
| Weghorst 76’ (rig.), 88’ | Marcatori | 63’ (rig.) Dost |

| Arbitro: | Cortus |

|                                  |           |                             |
| Silva 22’ (rig.), 24’ Barkok 32’ | Marcatori | 14’, 90’ (rig.), 90’ Stindl |

| Arbitro: | Siebert |

|  |           |                                    |
|  | Marcatori | 53’ (aut.) Framberger 87’ Ilsanker |

| Arbitro: | Brych |

|                               |           |           |
| Younes 22’ Tapsoba 54’ (aut.) | Marcatori | 10’ Amiri |

| Arbitro: | Dankert |

|  |           |                              |
|  | Marcatori | 24’ (rig.), 72’ (rig.) Silva |

| Arbitro: | Gräfe |

|                          |           |           |
| Silva 28’ Jović 72’, 90’ | Marcatori | 29’ Hoppe |

| Arbitro: | Winkmann |

|                         |           |                                    |
| Sallai 32’ Petersen 63’ | Marcatori | 6’ Younes 75’ (aut.) Schlotterbeck |

#### Girone di ritorno
| Arbitro: | Schröder |

|             |           |                                                        |
| Córdova 36’ | Marcatori | 25’, 33’ Silva 27’ Kostić 51’ (aut.) Nilsson 75’ Jović |

| Arbitro: | Badstübner |

|                                       |           |            |
| Silva 67’, 90’ (rig.) Hinteregger 85’ | Marcatori | 66’ Piątek |

| Arbitro: | Siebert |

|           |           |                                  |
| Bebou 47’ | Marcatori | 15’ Kostić 62’ N'Dicka 64’ Silva |

| Arbitro: | Willenborg |

|                       |           |  |
| Silva 57’ N'Dicka 79’ | Marcatori |  |

| Arbitro: | Stegemann |

|                       |           |                 |
| Kamada 12’ Younes 31’ | Marcatori | 53’ Lewandowski |

| Arbitro: | Hartmann |

|                          |           |          |
| Selassie 47’ Sargent 62’ | Marcatori | 9’ Silva |

| Arbitro: | Schröder |

|            |           |               |
| Kostić 69’ | Marcatori | 68’ Kalajdžić |

| Arbitro: | Zwayer |

|              |           |            |
| Forsberg 46’ | Marcatori | 61’ Kamada |

| Arbitro: | Schmidt |

|                                                          |           |               |
| Silva 2’, 41’ Andrich 35’ (aut.) Kostić 39’ Chandler 90’ | Marcatori | 7’, 45’ Kruse |

| Arbitro: | Gräfe |

|             |           |                             |
| Hummels 45’ | Marcatori | 11’ (aut.) Schulz 87’ Silva |

| Arbitro: | Fritz |

|                                        |           |                                      |
| Kamada 8’ Jović 27’ Silva 54’ Durm 61’ | Marcatori | 6’ Baku 46’ Weghorst 85’ (aut.) Tuta |

| Arbitro: | Aytekin |

|                                                |           |  |
| Ginter 10’ Hofmann 60’ Bensebaini 67’ Wolf 90’ | Marcatori |  |

| Arbitro: | Schröder |

|                           |           |  |
| Hinteregger 37’ Silva 58’ | Marcatori |  |

| Arbitro: | Zwayer |

|                                    |           |           |
| Bailey 70’ Alario 80’ Demirbay 90’ | Marcatori | 90’ Silva |

| Arbitro: | Brych |

|             |           |             |
| Hrustić 86’ | Marcatori | 11’ Onisiwo |

| Arbitro: | Jablonski |

|                                              |           |                            |
| Huntelaar 15’ Idrizi 52’ Flick 60’ Hoppe 64’ | Marcatori | 29’, 72’ Silva 51’ N'Dicka |

| Arbitro: | Dingert |

|                                     |           |           |
| Silva 62’ (rig.) Touré 87’ Ache 90’ | Marcatori | 77’ Jeong |

### Coppa di Germania
| Arbitro: | Petersen |

|                      |           |                    |
| Steinhart 78’ (rig.) | Marcatori | 51’ Silva 56’ Dost |

| Arbitro: | Dingert |

|                                              |           |           |
| Alario 27’ (rig.) Tapsoba 49’ Diaby 67’, 87’ | Marcatori | 6’ Younes |

## Statistiche

### Statistiche di squadra
| Competizione      | Punti | In casa | In casa | In casa | In casa | In casa | In casa | In trasferta | In trasferta | In trasferta | In trasferta | In trasferta | In trasferta | Totale | Totale | Totale | Totale | Totale | Totale | DR  |
| Competizione      | Punti | G       | V       | N       | P       | Gf      | Gs      | G            | V            | N            | P            | Gf           | Gs           | G      | V      | N      | P      | Gf     | Gs     | DR  |
| ----------------- | ----- | ------- | ------- | ------- | ------- | ------- | ------- | ------------ | ------------ | ------------ | ------------ | ------------ | ------------ | ------ | ------ | ------ | ------ | ------ | ------ | --- |
| Bundesliga        | 60    | 17      | 10      | 7       | 0       | 37      | 20      | 17           | 6            | 5            | 6            | 32           | 33           | 34     | 16     | 12     | 6      | 69     | 53     | +16 |
| Coppa di Germania | -     | 0       | 0       | 0       | 0       | 0       | 0       | 2            | 1            | 0            | 1            | 3            | 5            | 2      | 1      | 0      | 1      | 3      | 5      | -2  |
| Totale            | 60    | 17      | 10      | 7       | 0       | 37      | 20      | 19           | 7            | 5            | 7            | 35           | 38           | 36     | 17     | 12     | 7      | 72     | 58     | +14 |

### Andamento in campionato
| Giornata  | 1 | 2 | 3 | 4 | 5 | 6  | 7  | 8  | 9 | 10 | 11 | 12 | 13 | 14 | 15 | 16 | 17 | 18 | 19 | 20 | 21 | 22 | 23 | 24 | 25 | 26 | 27 | 28 | 29 | 30 | 31 | 32 | 33 | 34 |
| --------- | - | - | - | - | - | -- | -- | -- | - | -- | -- | -- | -- | -- | -- | -- | -- | -- | -- | -- | -- | -- | -- | -- | -- | -- | -- | -- | -- | -- | -- | -- | -- | -- |
| Luogo     | C | T | C | T | T | C  | T  | C  | T | C  | T  | C  | T  | C  | T  | C  | T  | T  | C  | T  | C  | C  | T  | C  | T  | C  | T  | C  | T  | C  | T  | C  | T  | C  |
| Risultato | N | V | V | N | P | N  | N  | N  | N | N  | P  | N  | V  | V  | V  | V  | N  | V  | V  | V  | V  | V  | P  | N  | N  | V  | V  | V  | P  | V  | P  | N  | P  | V  |
| Posizione | 8 | 3 | 3 | 4 | 8 | 10 | 11 | 11 | 9 | 9  | 9  | 10 | 9  | 8  | 9  | 7  | 8  | 6  | 4  | 4  | 3  | 4  | 4  | 4  | 4  | 4  | 4  | 4  | 4  | 4  | 4  | 5  | 5  | 5  |

Legenda:

Luogo: C = Casa; T = Trasferta. Risultato: V = Vittoria; N = Pareggio; P = Sconfitta.

### Statistiche dei giocatori
| Giocatore      | Bundesliga | Bundesliga | Bundesliga  | Bundesliga | Coppa di Germania | Coppa di Germania | Coppa di Germania | Coppa di Germania | Totale   | Totale | Totale      | Totale     |
| Giocatore      | Presenze   | Reti       | Ammonizioni | Espulsioni | Presenze          | Reti              | Ammonizioni       | Espulsioni        | Presenze | Reti   | Ammonizioni | Espulsioni |
| -------------- | ---------- | ---------- | ----------- | ---------- | ----------------- | ----------------- | ----------------- | ----------------- | -------- | ------ | ----------- | ---------- |
| D. Abraham     | 14         | 1          | 3           | 1          | 1                 | 0                 | 1                 | 0                 | 15       | 1      | 4           | 1          |
| R. Ache        | 7          | 1          | 1           | 0          | 0                 | 0                 | 0                 | 0                 | 7        | 1      | 1           | 0          |
| A. Akman       | 0          | 0          | 0           | 0          | 0                 | 0                 | 0                 | 0                 | 0        | 0      | 0           | 0          |
| A. Barkok      | 26         | 2          | 5           | 0          | 2                 | 0                 | 0                 | 0                 | 28       | 2      | 5           | 0          |
| Y. Brugger     | 0          | 0          | 0           | 0          | 0                 | 0                 | 0                 | 0                 | 0        | 0      | 0           | 0          |
| E. Bördner     | 1          | 0          | 0           | 0          | 0                 | 0                 | 0                 | 0                 | 1        | 0      | 0           | 0          |
| T. Chandler    | 15         | 1          | 2           | 0          | 2                 | 0                 | 0                 | 0                 | 17       | 1      | 2           | 0          |
| D. Costa       | 6          | 0          | 0           | 0          | 1                 | 0                 | 0                 | 0                 | 7        | 0      | 0           | 0          |
| B. Dost        | 12         | 4          | 3           | 0          | 1                 | 1                 | 0                 | 0                 | 13       | 5      | 3           | 0          |
| E. Durm        | 21         | 1          | 1           | 0          | 1                 | 0                 | 0                 | 0                 | 22       | 1      | 1           | 0          |
| L. Fahrnberger | 0          | 0          | 0           | 0          | 0                 | 0                 | 0                 | 0                 | 0        | 0      | 0           | 0          |
| S. Falette     | 0          | 0          | 0           | 0          | 0                 | 0                 | 0                 | 0                 | 0        | 0      | 0           | 0          |
| M. Hasebe      | 29         | 0          | 5           | 0          | 0                 | 0                 | 0                 | 0                 | 29       | 0      | 5           | 0          |
| M. Hinteregger | 29         | 2          | 4           | 0          | 2                 | 0                 | 1                 | 0                 | 31       | 2      | 5           | 0          |
| A. Hrustić     | 11         | 1          | 2           | 0          | 1                 | 0                 | 0                 | 0                 | 12       | 1      | 2           | 0          |
| S. Ilsanker    | 27         | 1          | 4           | 0          | 2                 | 0                 | 0                 | 0                 | 29       | 1      | 4           | 0          |
| F. Irorere     | 0          | 0          | 0           | 0          | 0                 | 0                 | 0                 | 0                 | 0        | 0      | 0           | 0          |
| L. Jović       | 18         | 4          | 2           | 0          | 0                 | 0                 | 0                 | 0                 | 18       | 4      | 2           | 0          |
| D. Kamada      | 32         | 5          | 3           | 0          | 2                 | 0                 | 0                 | 0                 | 34       | 5      | 3           | 0          |
| D. Kohr        | 7          | 0          | 1           | 0          | 2                 | 0                 | 0                 | 0                 | 9        | 0      | 1           | 0          |
| F. Kostić      | 30         | 4          | 4           | 0          | 0                 | 0                 | 0                 | 0                 | 30       | 4      | 4           | 0          |
| J. Makanda     | 0          | 0          | 0           | 0          | 0                 | 0                 | 0                 | 0                 | 0        | 0      | 0           | 0          |
| E. N'Dicka     | 23         | 3          | 10          | 0          | 2                 | 0                 | 0                 | 0                 | 25       | 3      | 10          | 0          |
| F. Otto        | 0          | 0          | 0           | 0          | 0                 | 0                 | 0                 | 0                 | 0        | 0      | 0           | 0          |
| G. Paciência   | 0          | 0          | 0           | 0          | 0                 | 0                 | 0                 | 0                 | 0        | 0      | 0           | 0          |
| S. Rode        | 27         | 1          | 10          | 0          | 2                 | 0                 | 0                 | 0                 | 29       | 1      | 10          | 0          |
| F. Rønnow      | 0          | 0          | 0           | 0          | 0                 | 0                 | 0                 | 0                 | 0        | 0      | 0           | 0          |
| M. Schubert    | 0          | 0          | 0           | 0          | 0                 | 0                 | 0                 | 0                 | 0        | 0      | 0           | 0          |
| A. Silva       | 32         | 28         | 1           | 0          | 2                 | 1                 | 0                 | 0                 | 34       | 29     | 1           | 0          |
| D. Sow         | 28         | 0          | 6           | 0          | 1                 | 0                 | 0                 | 0                 | 29       | 0      | 6           | 0          |
| A. Touré       | 17         | 1          | 2           | 0          | 1                 | 0                 | 0                 | 0                 | 18       | 1      | 2           | 0          |
| K. Trapp       | 33         | 0          | 0           | 0          | 2                 | 0                 | 0                 | 0                 | 35       | 0      | 0           | 0          |
| T. Tuta        | 19         | 0          | 5           | 0          | 1                 | 0                 | 0                 | 0                 | 20       | 0      | 5           | 0          |
| J. Willems     | 0          | 0          | 0           | 0          | 0                 | 0                 | 0                 | 0                 | 0        | 0      | 0           | 0          |
| A. Younes      | 26         | 3          | 5           | 0          | 1                 | 1                 | 0                 | 0                 | 27       | 4      | 5           | 0          |
| S. Zuber       | 20         | 0          | 1           | 0          | 2                 | 0                 | 0                 | 0                 | 22       | 0      | 1           | 0          |